# Raus församling
Raus församling är en församling i Helsingborgs kontrakt i Lunds stift. Församlingen ligger i Helsingborgs kommun i Skåne län och ingår i Helsingborgs pastorat.
Församlingen omfattar de sydligaste delarna av Helsingborg.

## Historik
Församlingen har medeltida ursprung där kyrkan är från 1100-talet. 
Församlingen var till 1698 i pastorat med Välluvs församling, före 1630-talet som moderförsamling, därefter som annexförsamling. Från 1698 till 1 maj 1858 annexförsamling i pastoratet Helsingborgs stadsförsamling, Välluv och Raus, för att därefter till 1897 vara annexförsamling i pastoratet Välluv och Raus och därefter till 1 maj 1929 vara moderförsamling i pastoratet Raus och Välluv. Från 1 maj 1929 till 2014 utgjorde församlingen ett eget pastorat. Från 2014 ingår församlingen i Helsingborgs pastorat.
Under 1800-talet växte sig fiskeläget Råå i församlingen allt större och runt år 1900 var orten Sveriges största fiskeläge. På 1920-talet ökade kraven på en gudstjänstlokal i Råå, då Raus kyrka låg en bit utanför samhället. Efter ritningar av Oscar Persson uppfördes därför ett nytt församlingshem med lokaler för pastorsexpeditionen, som invigdes den 2 december 1928. Detta byggdes år 1959 ut med en ny församlingsgård, vilken invigdes på allhelgonadagen 1959. Vid samma tillfälle ändrades namnet till Allhelgonakyrkan. En ny kyrka inom församlingen, Elinebergskyrkan, invigdes 1966 i anknytning till det nyligen utbyggda bostadsområdet i Elineberg.

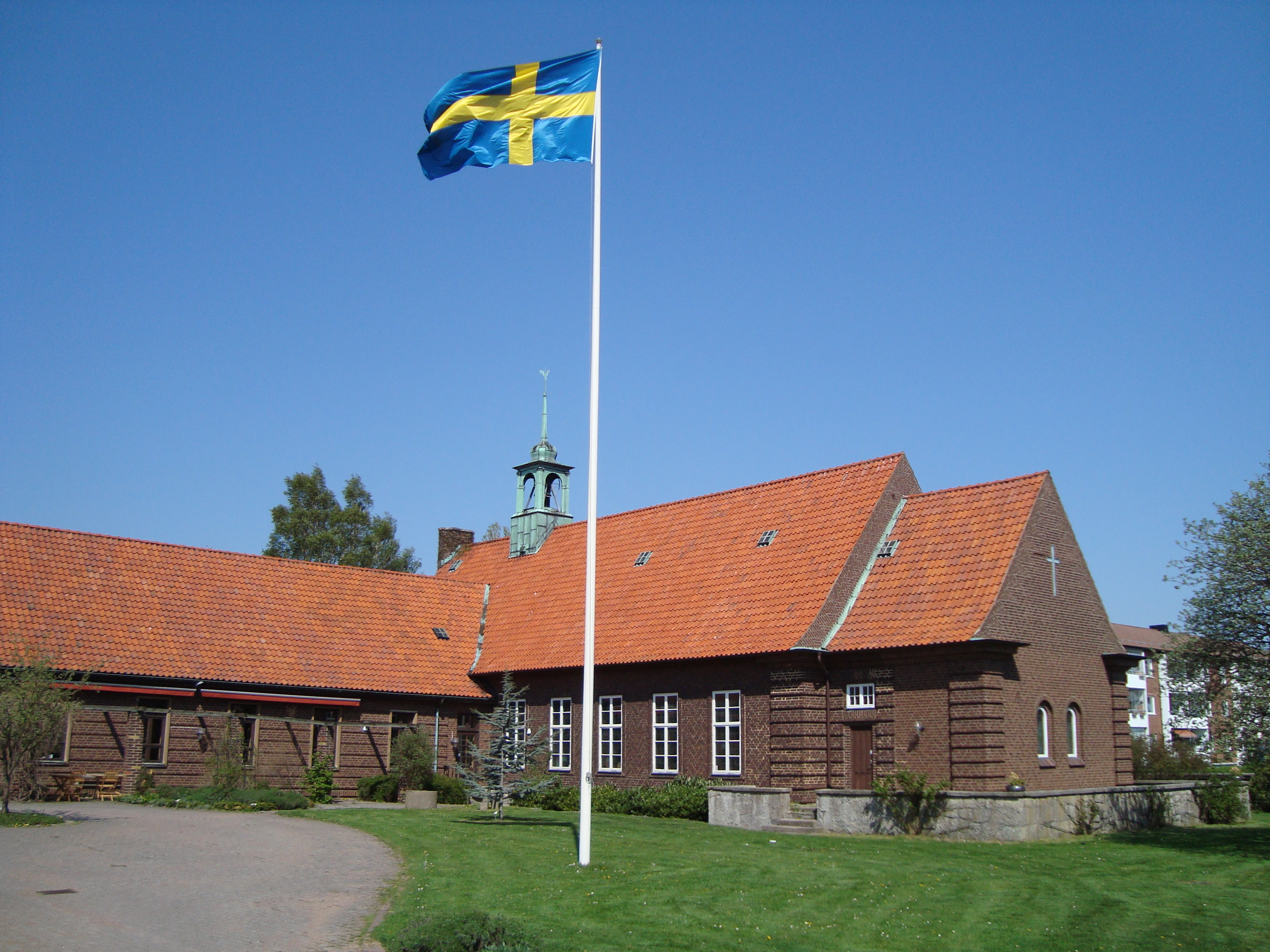
Allhelgonakyrkan. Del av församlingsgården ses till vänster i bild.

## Kyrkor

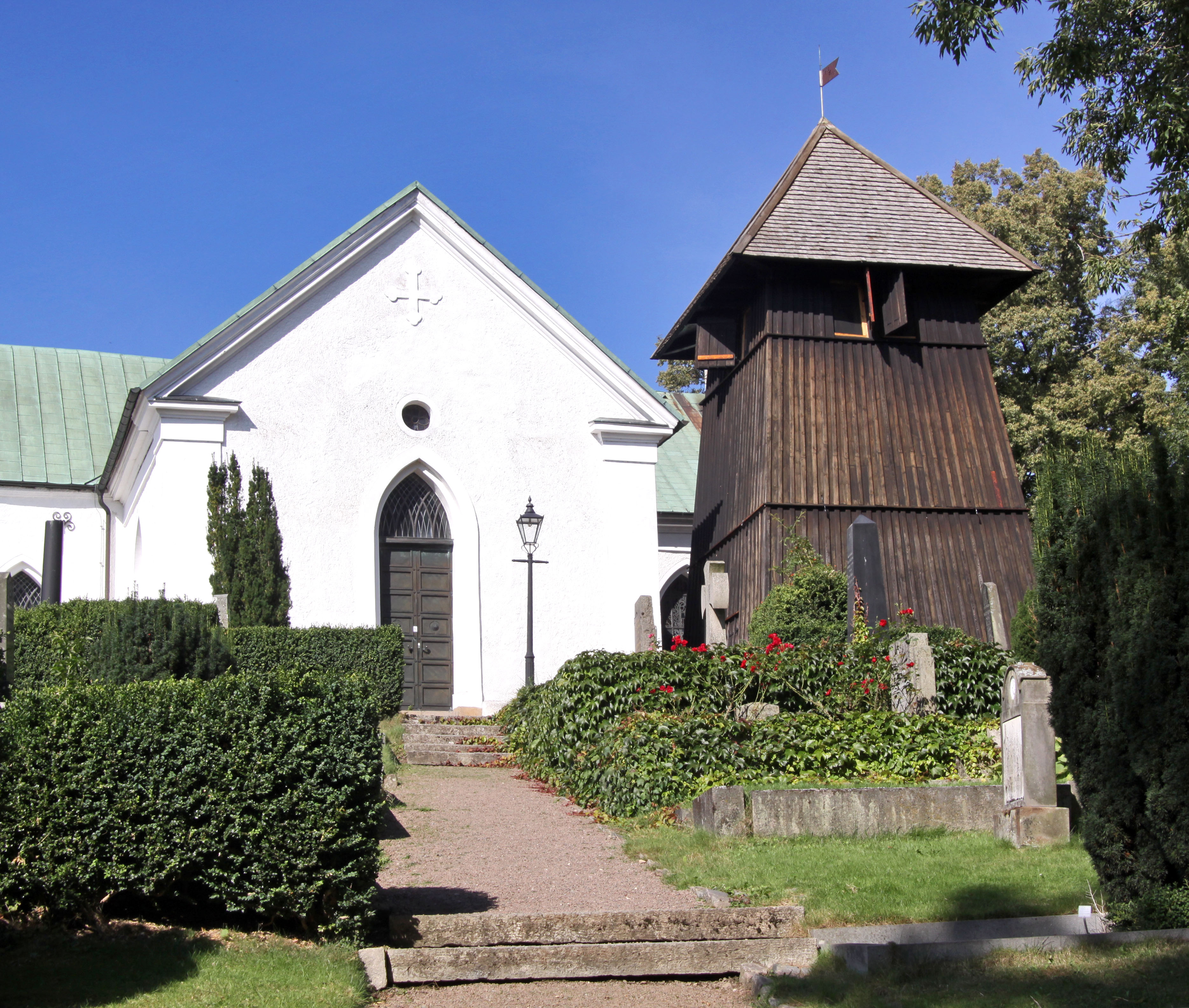
Raus kyrka
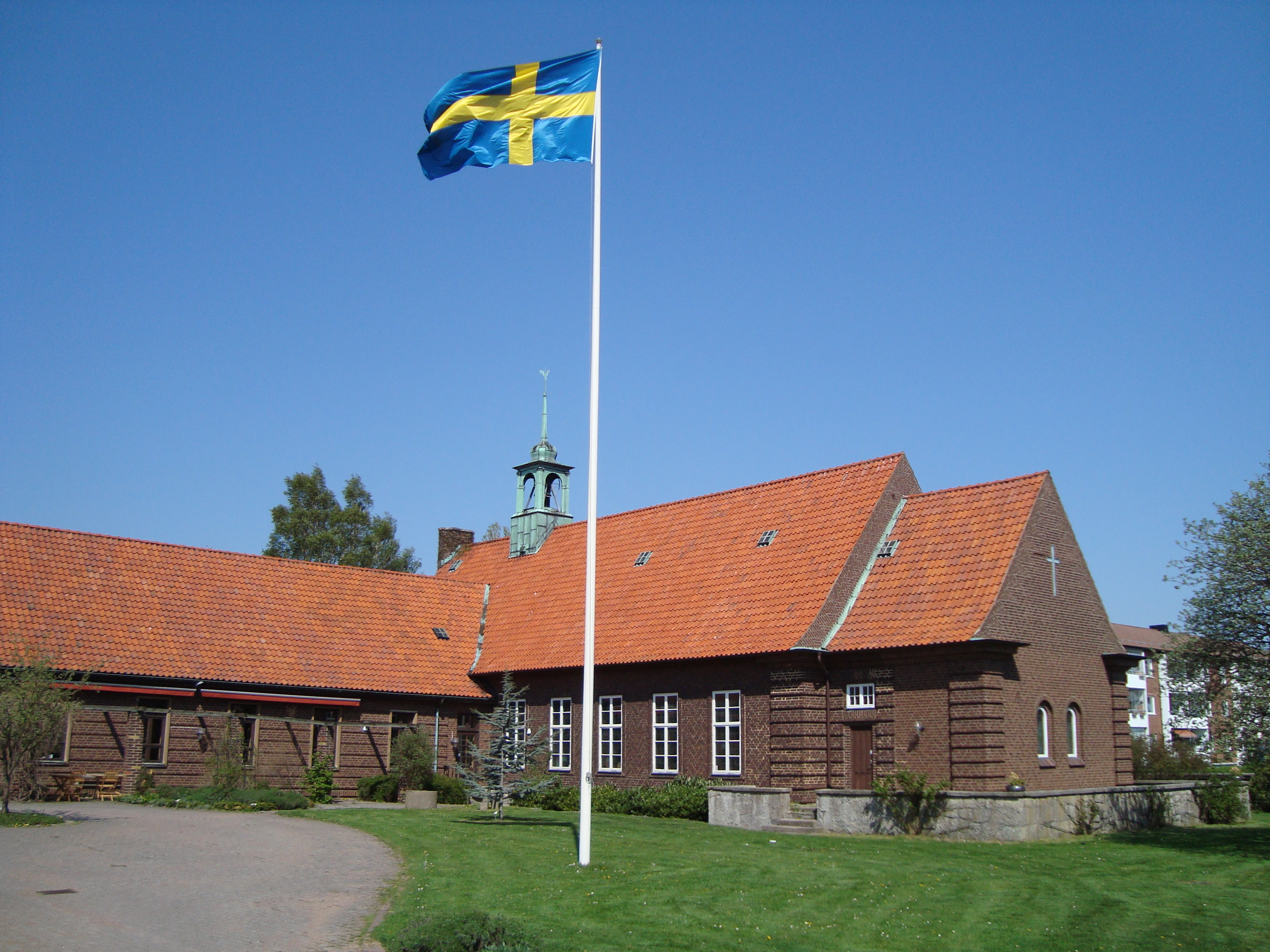
Allhelgonakyrkan
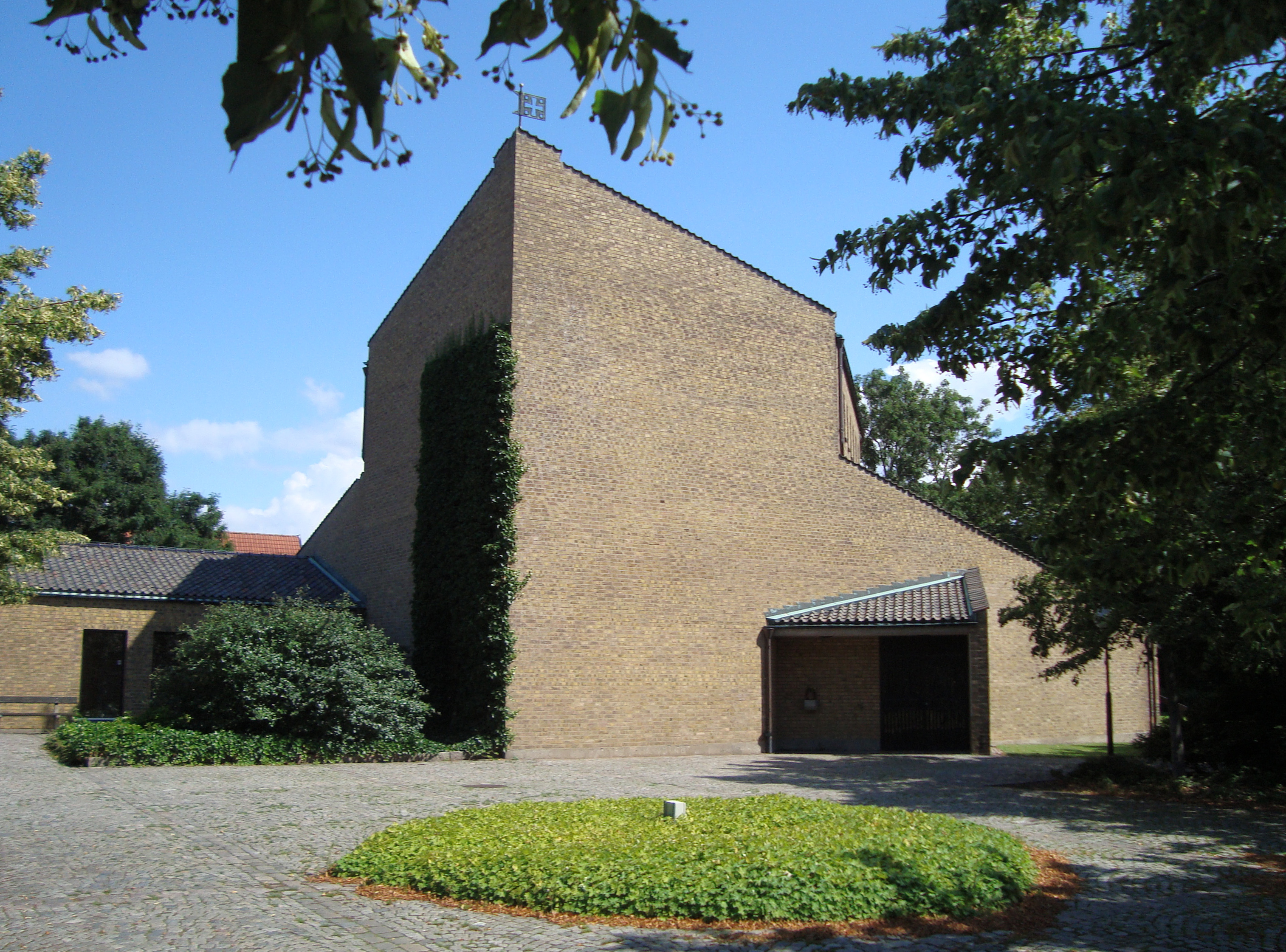
Elinebergskyrkan
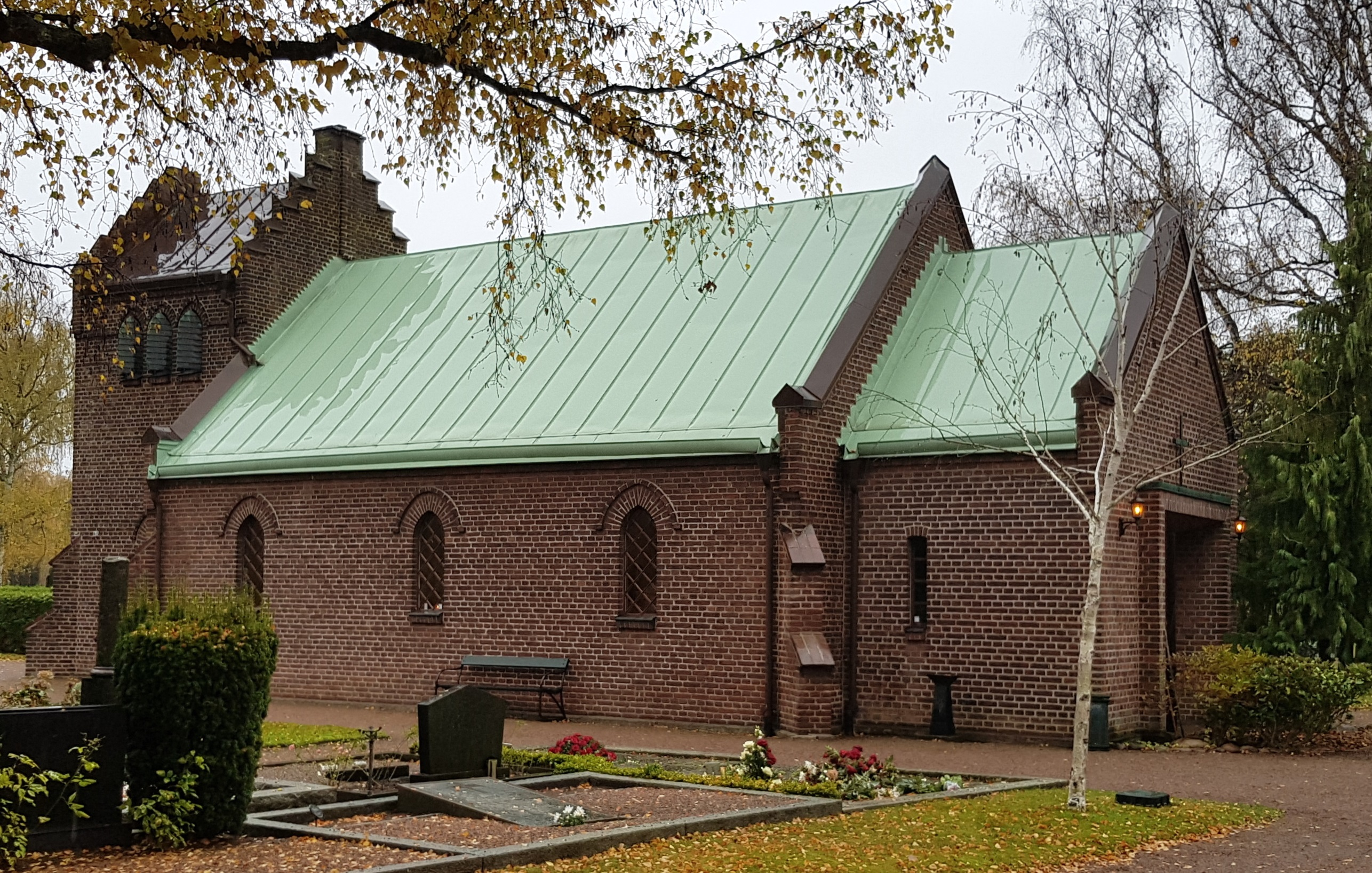
Råå begravningskapell

Församlingsgården är placerad i anknytning till Allhelgonakyrkan, vid korsningen Rååvägen/Kielergatans nordvästra hörn, strax söder om Råå kyrkogård.

## Kyrkoherdar
| - Troels Nielsen - Peder Nielsen - Niels Haagensen, 1554–1584 - Walter Olsen - Johan Hansen, början av 1600-talet - Rasmus Ibsen, –1636 - Jakob Gregersen - Mogens Gundersen, 1653–1696 - Hans Andersson Ronnovius - Johannes Sundius, 1698–1701 | - Olaus Orstadius, 1702–1707 - Olaus Troilius, 1707–1711 - Johannes Carlqvist, 1712–1724 - Jöns Rönbeck, 1725–1739 - Sven Trägårdh, 1739–1773 - Hans Bergeström, 1774–1784 - Elias Follin, 1785–1819 - Carl Hallbeck, 1820–1845 - Peter Wieselgren, 1848–1857 - Johan Wadstein, 1858–1896 | - Peter Sjöholm, 1899–1915 - Johannes Sivardsson, 1921–1933 - Gunnar Bergström, 1935–1949 - Nils-Erik Wittgren, 1949–1972 - Sten Werner, 1972–1977 - Sven Volk, 1977–1997 - Mikael Jonsson, 1997–2001 - Mona-Lisa Ekdahl, 2003– |

## Organister
| Verksam | Namn                     | Levnadstid | Övrigt |
| ------- | ------------------------ | ---------- | ------ |
| 1940–   | Sven Gustaf Cyril Dahlin | 1908–      | [ 7 ]  |